# Madam C. J. Walker

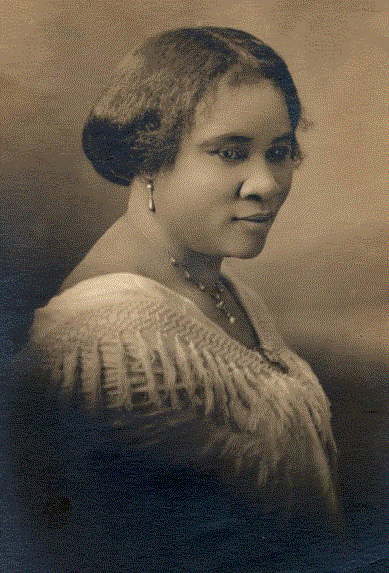
Madam C. J. Walker

Madam C. J. Walker, eigentlich Sarah Breedlove (* 23. Dezember 1867 in Delta, Louisiana; † 25. Mai 1919 in Irvington, New York, USA) war eine amerikanische Unternehmerin, Philanthropin und politische und soziale Aktivistin. Sie wird als einer der ersten weiblichen Self-made-Millionäre in den USA gepriesen und war eine der wohlhabendsten Self-made-Frauen in Amerika sowie eine der erfolgreichsten afroamerikanischen Geschäftsführerinnen aller Zeiten. Die erste Self-made-Millionärin war Annie Turnbo Malone, von der Walker ausgebildet wurde.
Walker erlangte ihr Vermögen, indem sie eine Beauty- und Haarproduktlinie für schwarze Frauen entwickelte und dafür das erfolgreiche Unternehmen Madame C. J. Walker Manufacturing Company gründete. Walker war auch bekannt für ihre Philanthropie und ihren Aktivismus. Sie spendete an zahlreiche Organisationen und war eine Förderin der Kunst. Villa Lewaro, Walkers nobles Anwesen in Irvington-on-Hudson im Bundesstaat New York, diente als sozialer Versammlungsort für die afroamerikanische Gesellschaft.

## Kindheit und Jugend
Breedlove wurde am 23. Dezember 1867 in der Nähe von Delta im Bundesstaat Louisiana geboren. Ihre Eltern waren Owen und Minerva (Anderson) Breedlove. Sarah hatte fünf Geschwister: eine ältere Schwester, Louvenia, und vier Brüder: Alexander, James, Solomon und Owen Jr. Breedloves Eltern und ihre älteren Geschwister waren Sklaven auf der Robert W. Burneys Madison Parish Plantage, doch Sarah wurde als erstes Kind ihrer Familie in Freiheit geboren, nachdem die Emanzipationsproklamation verabschiedet wurde. Ihre Mutter starb 1872, möglicherweise an Cholera. Ihr Vater heiratete erneut, starb aber ebenfalls in den nächsten Jahren. Sarah wurde mit sieben Jahren Waise und zog mit 10 Jahren nach Vicksburg in Mississippi, wo sie als Hausangestellte arbeitete. Vor ihrer ersten Ehe lebte sie mit ihrer älteren Schwester, Louvenia, und ihrem Schwager, Jesse Powell, zusammen. „Ich hatte kaum bis gar keine Möglichkeiten zu Beginn meines Lebens, da ich seit meinem siebten Lebensjahr ohne Mutter oder Vater als Waise lebte“, erzählte sie oft. Sie erzählte ebenfalls, dass sie nur drei Monate lang zur Schule ging, nämlich zu der Sonntagsschule der Kirche, in der sie Schreiben und Lesen lernte.

## Ehe und Familie
1882 heiratete Sarah mit 14 Jahren Moses McWilliams, möglicherweise um der Misshandlung ihres Schwagers zu entgehen. Sarah und Moses bekamen am 6. Juni 1885 eine Tochter, Lelia McWilliams. Als Moses 1887 starb, war Sarah zwanzig Jahre alt und Lelia zwei. Sarah heiratete im Jahr 1894 erneut, doch 1903 verließ sie ihren zweiten Ehemann, John Davis, wieder und zog 1905 nach Denver in Colorado.
Im Januar 1906 heiratete Sarah Charles Joseph Walker, einen Zeitungsanzeigenvertreter, den sie aus Missouri kannte. Durch diese Hochzeit wurde sie als Madam C. J. Walker bekannt. Das Paar ließ sich 1912 scheiden und Charles starb 1926. Lelia McWilliams übernahm den Nachnamen ihres Stiefvaters und hieß fortan A’Lelia Walker.

## Karriere
1888 zogen Sarah und ihre Tochter nach Saint Louis in Missouri, wo drei von Sarahs Brüdern lebten. Sarah fand Arbeit als Waschfrau. Dabei verdiente sie knapp einen Dollar pro Tag, doch sie war entschlossen, ihrer Tochter eine Schulbildung zu ermöglichen. Während der 1880er lebte Breedlove in einer Gemeinde, in der die Ragtime Musik entstand. Sie sang in der St. Paul African Methodist Episcopal Church und begann, sich nach einem gebildeten Leben zu sehnen, als sie die Gemeinschaft der Frauen in ihrer Kirche beobachtete. Wie es für schwarze Frauen ihrer Ära üblich war, litt Sarah an starken Schuppen und Kopfhauterkrankungen wie Glatzköpfigkeit aufgrund von Hauterkrankungen und der Verwendung von aggressiven Mitteln wie Lauge, die Teil der Seife zum Haare- und Wäschewaschen waren. Andere Faktoren, die ihren Haarverlust begünstigten, waren eine schlechte Ernährung, Krankheiten und unregelmäßiges Baden und Haarwaschen in einer Zeit, in der die meisten Amerikaner keine Rohrleitungen, keine Zentralheizung und keinen Strom in ihren Häusern hatten.
Über die Haarpflege lernte Sarah anfänglich etwas von ihren Brüdern, die Barbiere in Saint Louis waren. Zur Zeit der Louisiana Purchase Exposition (eine Weltmesse in St. Louis in 1904) begann sie, als Provisionsvertreterin für Annie Turnbo Malone, eine afroamerikanische Haarpflege-Unternehmerin, Millionärin und Inhaberin der Poro Company, Produkte zu verkaufen. Während sie für Malone arbeitete, die später Walkers größte Rivalin in der Haarpflege-Industrie wurde, begann Sarah ihr Wissen über Haare, welches sie sich aneignete, während sie Annie Malones Haarprodukte verkaufte, für ihre eigene Produktlinie zu nutzen.
Im Juli 1905, als sie 37 Jahre alt war, zogen Sarah und ihre Tochter nach Denver, Colorado, wo sie weiterhin Produkte für Malone verkaufte und ihr eigenes Haarpflegegeschäft entwickelte. Es entstand eine Kontroverse zwischen Annie Malone und Sarah, da Sarah Malones Haarwuchsformel als ihre eigene vermarktete. Nach ihrer Heirat mit Charles Walker 1906 wurde sie Madam C. J. Walker und vermarktete sich selbst als unabhängige Friseurin und Verkäuferin von Kosmetikcremes. („Madam“ übernahm sie von weiblichen Pionieren der französischen Beauty-Industrie). Ihr Ehemann, der auch ihr Geschäftspartner war, bot ihr Rat in den Bereichen Werbung und Promotion. Sarah verkaufte ihre Produkte von Tür zu Tür und brachte anderen schwarzen Frauen bei, wie sie ihr Haar pflegen und stylen können.
1906 übergab Walker ihrer Tochter die Verantwortung für den Versandbetrieb in Denver, während sie und ihr Mann durch den Süden und Osten der USA reisten, um ihr Unternehmen zu expandieren. 1908 zogen Walker und ihr Mann nach Pittsburgh, Pennsylvania, wo sie einen Beauty Salon eröffneten und das Lelia College für „Hair Culturists“ aufbauten. Nachdem sie das Geschäft in Denver 1907 verloren hatte, übernahm A’lelia das Tagesgeschäft von Pittsburgh aus, während Walker 1910 einen neuen Standort in Indianapolis aufbaute. A’lelia überredete außerdem ihre Mutter, 1913 ein Büro und einen Beauty Salon in New Yorks Stadtteil Harlem zu eröffnen.
Um das Verkaufspersonal der Firma zu vermehren, brachte Walker anderen Frauen bei, „Beauty Culturists“ zu werden, indem sie „Das Walker System“ nutzten, ihre Methode der Pflege, die dafür gemacht war, das Haarwachstum anzuregen und den Zustand der Kopfhaut mithilfe ihrer Produkte zu verbessern. Walkers System beinhaltete ein Shampoo, eine Pomade, die beim Haarwuchs helfen sollte, unermüdliches Bürsten und die Verwendung von Eisenkämmen im Haar. Diese Methode sollte glanzloses und sprödes Haar weich und luxuriös machen. Walkers Produktlinie hatte mehrere Konkurrenten. Ähnliche Produkte wurden in Europa angefertigt und von anderen Firmen in den USA hergestellt, darunter ihre Hauptrivalen, Annie Turnbo Malones Poro System, von dem sie ihre originale Formel abgeleitet hatte, und später Sarah Spencer Washingtons Apex System.
Zwischen 1911 und 1919, auf dem Höhepunkt ihrer Karriere, stellte Walker mit ihrer Firma tausende von Frauen als Verkaufsvertreter für ihre Produkte ein. Die Firma gibt an, bis 1917 fast 20.000 Frauen ausgebildet zu haben. Sie trugen charakteristische Uniformen bestehend aus weißen Oberteilen und schwarzen Röcken sowie einer schwarzen Umhängetasche und besuchten Häuser in den USA und in der Karibik, wo sie Walkers Haarpomade und ihre anderen Produkte in Blechcontainern mit ihrem Bild darauf anboten. Walker verstand die Kraft von Werbung und Markenbekanntheit. Viel Werbung vor allem in afroamerikanischen Zeitschriften und Magazinen sorgte zusammen mit Walkers häufigen Reisen, um ihre Produkte zu promoten, dafür, dass Walkers Produkte sehr bekannt in den USA wurden. Ihr Name wurde in den 1920ern, nach ihrem Tod, sogar noch bekannter, als der Handelsmarkt ihrer Firma jenseits der USA nach Kuba, Jamaika, Haiti, Panama und Costa Rica expandierte.
Neben der Ausbildung im Verkauf und der Pflege zeigte Walker anderen schwarzen Frauen, wie sie haushalten und ihre eigenen Unternehmen aufbauen können, und ermutigte sie dazu, finanziell unabhängig zu werden. 1917 begann Walker, inspiriert vom Muster der National Association of Colored Women, ihre Verkaufsvertreter in bundesstaatlichen und lokalen Clubs zu organisieren. Daraus entstand die National Beauty Culturists and Benevolent Association of Madam C. J. Walker Agents (Vorgängerorganisation der Madam C. J. Walker Beauty Culturists Union of America). Ihre erste Jahrestagung fand im Sommer 1917 mit 200 Teilnehmerinnen in Philadelphia statt. Die Konferenz gilt als eine der ersten nationalen Treffen von Unternehmerinnen, um Geschäfte und Handel zu besprechen. Während der Konferenz verlieh Walker Preise an Vertreterinnen, die die meisten Produkte verkauft hatten, und führte die neuesten Verkaufsvertreter ein. Sie belohnte auch diejenigen, die die größten Beiträge an wohltätige Organisationen in ihren Gemeinden zahlten.

## Aktivismus und Philanthropie
Je mehr Walkers Wohlstand und Bekanntheitsgrad wuchs, desto offener sprach sie über ihre Überzeugungen. 1912 sprach Walker auf der Jahrestagung der National Negro Business League (NNBL) von der Messehalle aus und verkündete: „Ich bin eine Frau, die von den Baumwollfeldern des Südens stammt. Von dort wurde ich zur Waschwanne befördert. Von dort wurde ich zur Küche befördert. Und von dort beförderte ich mich selbst zur Geschäftsführerin eines Unternehmens, das Haarprodukte und Präparate herstellt. Ich habe meine eigene Fabrik auf meinem eigenen Land gebaut.“ Im nächsten Jahr war Walker eine der Hauptrednerinnen auf dem Podium.
Sie half dabei, Gelder zu sammeln, um einen Zweig der Young Men’s Christian Association (CVJM) in der schwarzen Gemeinde von Indianapolis zu errichten, indem sie 1.000 $ für den Gebäudefond des YMCA auf der Senate Avenue zusagte. Außerdem steuerte Walker Gelder für Stipendien des Tuskegee Institute bei. Andere Nutznießer waren das Indianapolis Flanner House, die Bethel African Methodist Episcopal Church, Mary McLeod Bethune’s Daytona Education and Industrial School for Negro Girls (die später die Bethune-Cookman Universität wurde) in Daytona Beach in Florida, das Palmer Memorial Institute in North Carolina und das Haines Normal and Industrial Institute in Georgia. Walker war außerdem eine Mäzenin der Künste.
Um 1913 zog Walkers Tochter A’Lelia in ein neues Stadthaus in Harlem und 1917 zog Walker zu ihr nach New York. Das Tagesgeschäft ihrer Firma überließ sie ihrem Management Team in Indianapolis. 1917 beauftragte Walker Vertner Tandy, den ersten zugelassenen schwarzen Architekten in New York City und Gründungsmitglied der Alpha Phi Alpha Verbindung, ihr Haus in Irvington-on-Hudson, New York, zu designen. Walker beabsichtigte mit der Villa Lewaro, deren Bau 250.000 $ kostete, einen Versammlungsort für Gemeindeanführer zu schaffen, sowie einen Ort, um Afroamerikaner zu motivieren, ihre Träume zu verfolgen. Im Mai 1918 zog sie in das Haus und veranstaltete ein Eröffnungsevent in Ehren von Emmett Jay Scott, der zu der Zeit der Assistant Secretary for Negro Affairs des U.S. Department of War war.
Nach ihrem Umzug nach New York mischte sich Walker mehr in politische Angelegenheiten ein. Sie gab Vorträge über politische, ökonomische und soziale Themen auf Kongressen, die von mächtigen schwarzen Institutionen gesponsert wurden. Zu ihren Freunden und Bekannten zählten unter anderem Booker T. Washington, Mary McLeod Bethune und W. E. B. Du Bois. Während des Ersten Weltkriegs war Walker eine Anführerin des Circle For Negro War Relief und eine Verfechterin der Gründung eines Training Camps für schwarze Army Offiziere. 1917 wurde sie Mitglied des geschäftsführenden Gremiums in New York der National Association for the Advancement of Colored People (NAACP), welche den Schweigemarsch auf New York Citys Fifth Avenue organisierte. Zu dieser Demonstration erschienen mehr als 8000 Afroamerikaner, um gegen einen Aufstand in East Saint Louis zu protestieren, bei dem 39 Afroamerikaner getötet wurden.
Der Profit von ihrem Unternehmen wirkte sich deutlich auf Walkers Beiträge im Rahmen ihrer politischen und philanthropischen Interessen aus. 1918 verlieh der National Association of Colored Women’s Clubs (NACWC) Walker eine Auszeichnung, weil sie die größte individuelle Spende gemacht hatte, um Frederick Douglass Anacostia Haus zu erhalten. Vor ihrem Tod 1919 sagte Walker NAACPs Anti-Lynch Fond 5.000 $ (gleichwertig mit 65.000 $ im Jahr 2012) zu. Dies war zu diesem Zeitpunkt die größte Spende von einer Einzelperson, die NAACP je erhalten hatte. Walker vermachte fast 100.000 $ an Waisenhäuser, Institutionen und Individuen; ihr Testament verwies zwei Drittel ihres zukünftigen Nettoprofits ihres Besitzes an Wohltätigkeitseinrichtungen.

## Tod und Vermächtnis
Walker starb am 25. Mai 1919 an Nierenversagen und Komplikationen ihres Bluthochdrucks im Alter von 51 Jahren. Sie wurde im Woodlawn Cemetery in der Bronx in New York City begraben.
Zu der Zeit ihres Todes galt Walker als die wohlhabendste afroamerikanische Frau in Amerika. Sie wurde als die erste weibliche Self-made Millionärin in Amerika gepriesen und ihr Anwesen war mehr als 600.000 $ wert (in heutigen Dollar mehr als 8 Millionen), als sie starb. Gemäß Walkers Nachruf in der New York Times „sagte sie zu sich selbst vor zwei Jahren [1917], dass sie noch keine Millionärin sei, aber hoffte, dies eines Tages zu sein.“ Zur Zeit von Walkers Tod lag das durchschnittliche amerikanische Jahreseinkommen bei 750 $. Ihre Tochter, A’Lelia Walker, wurde Präsidentin der Madame C. J. Walker Manufacturing Company.
Walkers persönliche Unterlagen werden bei der Indiana Historical Society in Indianapolis aufbewahrt. Ihr Vermächtnis bleibt außerdem in Form von zwei Grundstücken erhalten, die im National Register of Historic Places registriert sind: die Villa Lewaro in Irvington, New York, und das Madame Walker Theatre Center in Indianapolis. Die Villa Lewaro wurde 1932 nach A’Lelia Walkers Tod an eine verbrüderte Organisation namens Companions of the Forest in America verkauft. Das Haus wurde 1979 in das National Register of Historic Places aufgenommen. Der National Trust for Historic Preservation ernannte das Grundstück in Privatbesitz zu einem National Treasure. Das Hauptquartier der Walker Manufacturing Company in Indianapolis, welches in Madame Walker Theatre Center umbenannt wurde, eröffnete im Dezember 1927; es beinhaltete die Büros und Fabrik der Firma als auch ein Theater, eine Beauty Schule, einen Friseursalon und Barbiersalon, ein Restaurant, eine Drogerie und einen Partyraum für die Gemeinde. Dieses Gebäude wurde 1980 in das National Register of Historic Places aufgenommen.
2006 schrieb die Bühnenautorin und Regisseurin Regina Taylor The Dreams of Sarah Breedlove, das die Geschichte von Walkers Kämpfen und Erfolgen erzählt. Das Stück eröffnete an dem Goodman Theater in Chicago. Die Schauspielerin L. Scott Caldwell spielte Walker.
Am 4. März 2016 startete die Haut- und Haarpflegefirma Sundial Brands eine Kollaboration mit Sephora zu Ehren von Walkers Vermächtnis. Die Reihe mit dem Titel Madam C. J. Walker Beauty Culture umfasste vier Kollektionen und konzentrierte sich auf die Verwendung von natürlichen Inhaltsstoffen, um verschiedene Haartypen zu pflegen. 2017 sagte Octavia Spencer zu, Walker in einer TV-Serie zu porträtieren, die auf Walkers Biografie von A’Lelia Bundles, Walkers Ururenkelin, basiert. Am 20. März 2020 veröffentlichte Netflix die vierteilige TV-Miniserie Self Made: Das Leben von Madam C.J. Walker.

## Ehrungen
Zahlreiche Stipendien und Auszeichnung wurden nach Walker benannt:
- Die Madam C. J. Walker Business and Community Recognition Awards werden von der Oakland / Bay Area Niederlassung der National Coalition of 100 Black Women gesponsert. Ein jährliches Mittagessen ehrt Walker und verleiht Stipendien an herausragende Frauen in der Gemeinschaft.[35]
- Die Spirit Awards haben das Madame Walker Theatre Center in Indianapolis gefördert. Als Tribut an Walker ehren die jährlichen Awards seit 2006 nationale Anführer im Unternehmertum, in der Philanthropie, im bürgerlichen Engagement und in den Künsten. Awards, die an Einzelpersonen vergeben werden, beinhalten den Madame C. J. Walker Award als auch Preise für junge Unternehmer sowie Nachlasspreise.
- Walker wurde 1993 in die National Women’s Hall of Fame in Seneca, New York, aufgenommen.[36] 1998 brachte die U.S. Post eine Madame Walker Erinnerungsbriefmarke als Teil der Black Heritage Serie heraus.[37][21]